# Secrétariat à la Sécurité et à la Protection citoyenne du Mexique
Le secrétariat à la Sécurité et à la Protection citoyenne du Mexique (en espagnol : Secretaría de Seguridad y Protección Ciudadana) est l'un des membres du cabinet présidentiel du Mexique, abrégé « SEGURIDAD » (seguridad signifiant « sécurité » en espagnol). 
Le secrétariat a été supprimé par le président Enrique Peña Nieto par décret du 3 janvier 2013, et les fonctions liés ont été réintégrés au sein du secrétariat à l'Intérieur du Mexique. Il est recréé en 2018 par le président Andrés Manuel López Obrador.

## Liste des secrétaires
- Gouvernement Vicente Fox
  - (2000 - 2004) : Alejandro Gertz Manero
  - (2004 - 2005) : Ramón Martín Huerta
  - (2005 - 2006) : Eduardo Medina Mora

- Gouvernement Felipe Calderón
  - (2006 - 2012) : Genaro García Luna

- Gouvernement Enrique Peña Nieto
  - (2012 - 2013) : Manuel Mondragón y Kalb
  - Secrétariat supprimé en janvier 2013

- Gouvernement Andrés Manuel López Obrador
  - (2018 - 2020) : Alfonso Durazo Montaño
  - (2020 - 2024) : Rosa Icela Rodríguez

- Gouvernement Claudia Sheinbaum
  - (depuis 2024) : Omar García Harfuch